# Succinil-CoA
El succinil-CoA (abreviado como SucCoA) es un compuesto de alta energía de cuatro carbonos. Surge del enlace entre el succinato y la coenzima A. Es uno de los metabolitos intermediarios del ciclo de Krebs.

## Origen
En los mamíferos, el propionil-CoA se convierte en (S) - metilmalonil-CoA con la participación de la enzima propionil-CoA carboxilasa, una enzima dependiente de biotina que también requiere bicarbonato y ATP. Este producto se convierte en (R) - metilmalonil-CoA con la enzima metilmalonil-CoA racemasa. El (R)-metilmalonil-CoA se convierte en succinil-CoA, con la ayuda de la metilmalonil-CoA mutasa, una enzima que requiere cianocobalamina para catalizar la migración enlace carbono-carbono.
En el ciclo de Krebs el succinil-coA se sintetiza a partir de α-cetoglutarato por la  α-cetoglutarato deshidrogenasa por medio de una descarboxilación. Durante el proceso, se necesita de la coenzima NAD+ y una CoA-SH (libre), se une al succinil.

## Destinos
Se convierte en succinato a través de la hidrólisis de succinil-CoA de la coenzima A (succinato tiocinasa) y esta reacción produce un GTP.
Otro destino de succinil-CoA es la síntesis de porfirina, donde los sustratos succinil-CoA y glicina son combinados por la ALA sintasa para formar ácido δ-aminolevulínico (D-ala), que luego al ser unidos dos D-ALAs se forma un anillo pirrólico.